# Bańa
Bańa (maced. Бања) – wieś we wschodniej Macedonii Północnej, w gminie Czeszinowo-Obleszewo.